# Gare de North Bay
La gare de North Bay est une gare ferroviaire canadienne, située sur le territoire de la municipalité de North Bay dans la province de l'Ontario.
Elle n'est plus desservie par des trains depuis l'arrêt du Northlander. C'est par contre un important terminal de transport en commun routier de l'Ontario Northland (ONR).